# アガフィヤ・グルシェツカヤ
エフフィミヤ＝アガフィヤ・セミョーノヴナ・グルシェツカヤ（ロシア語:Евфимия-Агафья Семёновна Грушецкая, 1663年 - 1681年7月14日）は、モスクワ・ロシアのツァーリ・フョードル3世の最初の妃。

## 生涯
アガフィヤは貴族セミョーン・フョードロヴィチ・グルシェツキーとその妻マリヤ・イヴァノヴナ・ザボロフスカヤの娘として生まれた。グルシェツキ家はポーランド貴族の家柄で、ヨガイラ王の旗手を務めたマチェイという騎士を始祖とする。西欧文化の影響が強いポーランド貴族の血を引くアガフィヤは、ポーランド語、フランス語、ラテン語を自由に使いこなし、また西欧式の生活様式になじんでいた。またアガフィヤはチェンバロを演奏することも出来た。アガフィヤは「天界の天使」のように美しく、また親しみやすい人柄でもあった。彼女は1677年から母方の伯父セミョーン・ザボロフスキーに引き取られて暮らし、この伯父はアガフィヤを結婚させまいと考えていた。
1680年、ツァーリ・フョードル3世は宗教の催し事の最中にアガフィヤを見かけた。宗教劇の最中に魔女の登場シーンでアガフィヤが恐ろしがって気絶すると、ツァーリはアガフィヤの前に飛び出して彼女を抱きとめ、そして一目ぼれした。フョードル3世はアガフィヤの伯父が姪を結婚させたくないと思っているのを知りつつ、アガフィヤを含む未婚の娘たちを召しだして伝統的なツァーリの花嫁コンテストを開き、このコンテストでアガフィヤを妻に選んだ。
1680年7月18日、アガフィヤはフョードル3世と結婚した。アガフィヤは夫の改革志向に共鳴していた。皇妃アガフィヤはツァーリの母の実家ミロスラフスキー家とその支持者たちが政治に介入してくることに反対していた。フョードルの母の親戚イヴァン・イリイチ・ミロスラフスキーはアガフィヤの悪口を言いたてたが、これが原因で揉め事が起き、フョードル3世はミロスラフスキーを処罰した。アガフィヤの姉妹は公爵家に嫁ぎ、従兄弟たちもフョードルによって上級貴族に取り立てられた。アガフィヤは「天使のような皇妃」と呼ばれていたが、実際に夫に忠実で愛情深い女性であり、民衆の福祉向上に熱心だった。アガフィヤはまた初めてロシア宮廷に髭を剃る習慣と西欧の服装を持ちこんだ。また人前で髪を露出し、西欧式の（というよりポーランドの）ドレスを着た最初のロシア皇妃であった。
1681年7月11日、アガフィヤは王家の世継ぎとなる息子イリヤを出産したが、出産が原因で3日後の7月14日に亡くなった。その7日後、生まれたばかりの息子イリヤも亡くなっている。愛妻を亡くしたフョードル3世の嘆きは深いものだったといわれる。